# Уайтхед, Альфред Норт
А́льфред Норт Уа́йтхед (англ. Alfred North Whitehead; 15 февраля 1861, Рамсгит, Кент, Великобритания — 30 декабря 1947, Кембридж, Массачусетс, США) — британский математик, логик, философ, который вместе с Бертраном Расселом написал фундаментальный труд «Principia Mathematica» (1910—1913), составивший основу логицизма и теории типов. После Первой мировой войны преподавал в Гарвардском университете, разработал собственное платоническое учение с элементами бергсонианства («философия процесса»).

## Ранние годы
Отец Уайтхеда — англиканский викарий, дед — основатель частного пансионата для мальчиков, брат — англиканский епископ Мадраса, племянник — математик Джон Уайтхед. Получил домашнее образование. В 1880 году поступил в Тринити-колледж Кембриджского университета, где его на первых порах интересовала только математика. В мае 1884 года был допущен в круг «апостолов» университета, зачислен в преподавательский состав.
Диссертация Уайтхеда (научный руководитель — Э. Дж. Раус) была посвящена вопросам физики, а именно — максвелловской теории электричества и магнетизма. Путём сравнения проблем современной физики и алгебры Уайтхед приходит к идее сравнительного сопоставления и деконструкции параллельных символических дискурсов. В 1891 году начал работу над «Курсом универсальной алгебры», в 1898—1903 годах написал второй том этого капитального труда.
В 1891 году Уайтхед женился на ревностной католичке-ирландке, воспитанной в монастыре. Её религиозность оказала большое влияние на развитие его мысли в сторону метафизических и религиозных построений. Он стал живо интересоваться богословием, в особенности авторами-католиками, такими, как Генри Джон Ньюмен, однако официально не вступил ни в одну религиозную конгрегацию.

## Кембриджский период
Уже в 1890 году внимание Уайтхеда привлёк один из самых его многообещающих учеников в Кэмбридже — Бертран Рассел. В июле 1900 года они отправились в Париж на Первый международный конгресс по философии, где их поразило выступление Джузеппе Пеано и в особенности аксиомы Пеано: принципы арифметики, казалось, можно было свести к началам символической логики. Рассел не только освоил аксиомы Пеано, но и значительно обобщил его идеи в своём первом наброске «Принципов математики» (1900). Ознакомившись с этой работой, Уайтхед признал, что логика — более фундаментальная дисциплина, чем математика, и что вся математика строится на «уточнённых» началах формальной логики.
До 1910 года Уайтхед и Рассел работали над переработкой «Принципов математики» в трёхтомный труд «Principia Mathematica», само название которого отсылает к ньютоновскому шедевру «Philosophiæ Naturalis Principia Mathematica». «Сверхзадачей этой работы было охватить логической схемой все наличное содержание математического знания». В разгар этой работы Уайтхед выступил перед Королевским обществом с докладом «О математических понятиях материального мира», в котором противопоставил ньютоновской триаде (реальность строится из точек пространства, частиц материи, моментов времени, а геометрия и физика — независимые дисциплины) лейбницовскую теорию релятивизма, или относительности пространства («законы физики не предполагают геометрии, но создают её»).

## Лондонский период
В 1903 году Тринити-колледж поставил Уайтхеда во главе всего преподавательского состава математиков и заключил с ним контракт на десять лет. Однако перспектива получить профессорскую кафедру была, как казалось, недостижимой: Уайтхеда интересовали не изобретение новых теорем и не отдельные математические проблемы, а философское объяснение самой природы математики в её соотношении с другими дисциплинами, с пространством и временем. Закончив работу над «Principia Mathematica», Уайтхед переехал из Кембриджа в Лондон, где в 1911 году опубликовал популярное «Введение в математику» и стал преподавать в колледже при Лондонском университете. В 1914 году он получил кафедру профессора прикладной математики в этом учебном заведении.
Педагогическая деятельность Уайтхеда заставила его критически переосмыслить господствовавшую в Европе систему образования. Будучи избранным президентом Ассоциации математиков, он выступил в 1916 году с докладом о целях образования, где заявил: «Культура состоит в активности мысли и восприимчивости к красоте и человечности чувств. Лоскуты информации не имеют ничего общего с нею». Он настаивал на том, что задача преподавателя — не в том, чтобы вбить в голову ученика как можно больше сведений, а в том, чтобы способствовать его саморазвитию. Интересны мысли Уайтхеда о соотношении свободы и дисциплины в образовательном процессе. Выступления Уайтхеда сделали его имя известным в гуманитарных кругах, он был избран президентом академсовета при университете и деканом научного факультета.
В годы Первой мировой войны Уайтхеда занимала проблема общефилософских основ физики в свете ревизионистского учения Эйнштейна о времени, пространстве и движении. В «Исследовании принципов естествознания» (1919) он выступил с альтернативной эйнштейновской теорией относительности, которая не привлекла внимания профессиональных физиков по причине своей отвлеченности и усложненности. Уайтхед стремился объяснить время, пространство и движение исходя из данных человеческого опыта и восприятия внешнего мира, а не из гипотетических предположений относительно параметров, существование которых допустимо, но находится вне нашего опыта.
В отличие от Рассела, Уайтхеда нельзя было назвать пацифистом. Хотя он приветствовал пацифистскую деятельность своего бывшего товарища и посещал его в тюрьме, куда он был заключен за призывы бойкотировать службу в армии, вся семья Уайтхеда по-своему принимала участие в борьбе с Германией, а его младший сын погиб в бою. С годами всё большее место в его деятельности занимала гуманитарно-философская проблематика. С 1915 года он активно дискутирует с философами относительно опытных основ научного знания, а в 1920 году публикует нематематический трактат «Понятие природы», в котором впервые пишет об изменчивости бытия и вводит понятие события как вторжения в поток времени неких «надвременных компонентов». Отчетливо проявившиеся в метафизике Уайтхеда элементы платонизма и бергсонианства вызвали отторжение многих его коллег-математиков, в том числе и Рассела.

## Гарвардский период
В 1924 году, когда Уайтхед стал серьёзно задумываться о выходе на пенсию, Гарвардский университет предложил ему на пять лет занять кафедру профессора философии. За этим предложением стоял друг Уайтхеда, историк Генри Осборн Тейлор; с энтузиазмом отнеслась к перемене обстановки и супруга философа. В начале 1925 года чета направилась в Бостон, где Уайтхед прочёл восемь лекций по теме «Наука и современный мир», в которых подверг беспощадной критике «научный материализм» как господствующее в современном мире воззрение, согласно которому природа сводится к материи в движении, либо к перетекающей из одного состояния в другое физической энергии. Собственные идеи Уайтхеда были пересыпаны цитатами из его любимых поэтов, Вордсворта и Шелли.
В январе 1927 года Уайтхед был приглашён с лекциями в Эдинбургский университет. К этому времени его метафизическая «философия организма» стала слишком сложной для понимания рядовых студентов, и он был вынужден разработать замысловатый понятийный аппарат для её корректного и внятного изложения. В эдинбургских лекциях Уайтхед ополчился против мнения Дэвида Юма о том, что чувственный опыт не может служить основой долговечного философского учения, а может лишь поверять его истинность. Он нарисовал картину вселенной, состоящей из сущностей в процессе становления, то есть впитывания и освоения бесчисленного числа объектов, исходящих от предвечного Бога (постоянный источник новых возможностей).
В окончательном виде эдинбургские лекции появились в печати в 1929 году под названием «Процесс и реальность», и эта книга замкнула собой череду великих европейских трактатов на метафизические темы. В отличие от великих метафизиков прошлого — Спинозы, Лейбница, Гегеля — Уайтхед считал своё философское учение лишь приближением к пониманию беспредельной сложности бытия. Став свидетелем крушения казавшейся непреложной ньютоновской системы мироздания, Уайтхед отказывался принимать догматизм в философии, науке либо теологии. Свои религиозные взгляды он выразил в сжатой форме в работе «Религия в созидании» (1926), выступив с оправданием религии как отношения индивида не к иным индивидам и их группам, а к вселенной в целом. Тем самым религия, по Уайтхеду, представляет собой самый глубокий срез человеческого одиночества.
Уайтхед продолжал лекционную деятельность в Гарварде до 1937 года. Являлся старшим феллоу престижного Harvard Society of Fellows.
Большим успехом пользовались и философские вечера в его доме. После смерти его тело было кремировано, неопубликованные рукописи и письма сожжены, похорон не было. Его последней крупной работой был трактат «Приключения идей» (1933), в котором он продемонстрировал, как одни и те же идеи, несмотря на их кажущийся антагонизм, являются отражением единой сущности. Резюмируя свою метафизическую теорию, Уайтхед высказал оригинальные мнения по поводу содержания таких понятий, как красота, истина, искусство, приключение и мир. У него не осталось прямых учеников, но его идеи получили развитие, в частности, в трудах влиятельного американского теолога Чарльза Хартсхорна. Позже мысли Уайтхеда вызвали большой интерес представителей акторно-сетевой теории в социологии (Бруно Латур, Джон Ло) и в идеях спекулятивного реализма.

## Книги А. Н. Уайтхеда
- Уайтхед, А. Н. Основания математики : в 3 т. / Альфред Н. Уайтхед, Бертран Рассел; пер. с англ. Ю. Н. Радаева, И. С. Фролова; под ред. Г. П. Ярового, Ю. Н. Радаева. — Самара: Книга, 2005—2006.
- Уайтхед, А. Н. Избранные работы по философии / Пер. с англ. Общ. ред. и вступ. ст. М. А. Кисселя. — М. : Прогресс, 1990.
- Уайтхед, А. Н. Символизм, его смысл и воздействие = Symbolism, Its Meaning and Effect. — Томск : Водолей, 1999.
- Уайтхед А. Н. Приключение идей = Adventures of Ideas. — М.: ИФРАН, 2009. — 383 с. ISBN 978-5-9540-0141-9[7]

## Цитаты
Наиболее правдоподобная общая характеристика европейской философской традиции состоит в том, что она представляет собой серию примечаний к Платону.— Уайтхед «Процесс и реальность: очерк космологии», 1929

Всякая интеллектуальная революция, которая когда-либо приводила человечество к величию, была страстным протестом против инертных идей. Затем, увы, с жалким невежеством в человеческой психологии она предприняла некий образовательный план, чтобы заново связать человечество инертными идеями, которые она сама же и создала.Оригинальный текст (англ.)Every intellectual revolution which has ever stirred humanity into greatness has been a passionate protest against inert ideas. Then, alas, with pathetic ignorance of human psychology, it has proceeded by some educational scheme to bind humanity afresh with inert ideas of its own fashioning.— Цели образования», президентское обращение к Математической ассоциации Англии, 1916 г.